# Carl Johannes Koyemann
Carl Johannes Koyemann (* 6. März 1828 in Hamburg; † 30. August 1903 ebenda) war ein Hamburger Kaufmann und Abgeordneter.

## Leben

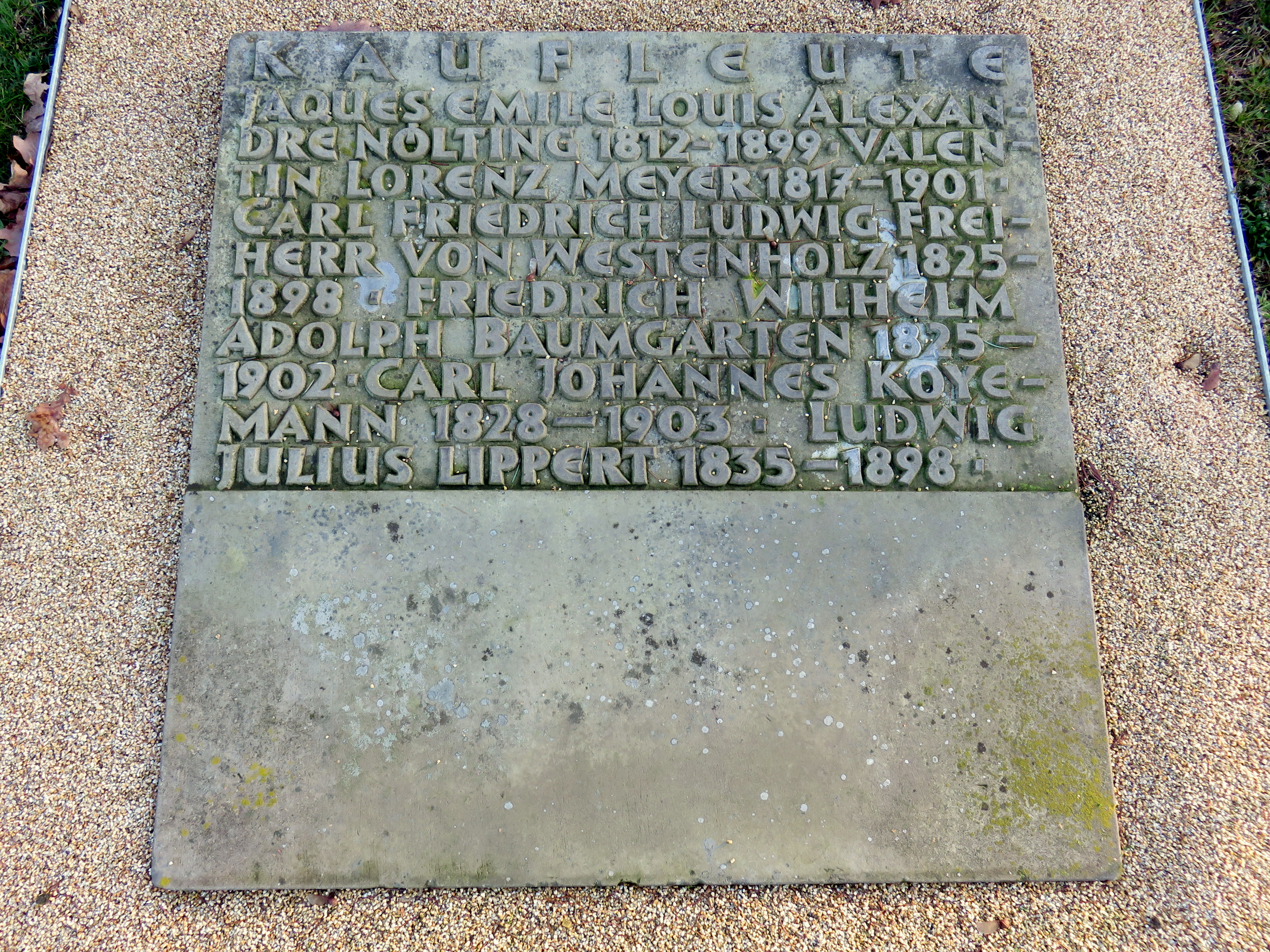
Carl Johannes Koyemann, Sammelgrab Kaufleute (II f), Friedhof Ohlsdorf

Koyemann absolvierte eine kaufmännische Ausbildung bei der Firma Wilhelm Röper in Hamburg. Ab 1. Januar 1852 arbeitete er als Commis bei der Firma J. P. L. Bartels & Co. 1863 wurde Koyemann dort Teilhaber. 1878 stieg er aus der Firma J. P. L. Bartels & Co  aus. Er gründete 1879 die Firma Koyemann & Harms. Er wurde 1881 Teilhaber der Firma Koyemann & Sohn. Von 1901 bis 1902 war er Partner in der Firma Paul Nirrnheim.
Von 1866 an gehörte Koyemann der Commerzdeputation an, die er 1870 und 1871 als Präses leitete.
Koyemann gehörte von 1865 bis 1878 der Hamburgischen Bürgerschaft an. Er gilt als Mitbegründer der Fraktion Linkes Zentrum.
An Carl Johannes Koyemann wird auf der Sammelgrabplatte Kaufleute (II f) des Althamburgischen Gedächtnisfriedhofs, Friedhof Ohlsdorf, erinnert.